# Iacopo Pencio
Iacopo Pencio (Lecco, XV secolo – XVI secolo) è stato un tipografo italiano.
Di Iacopo sono attestate nelle edizioni o in notizie ad esse afferenti, coeve o moderne, sia varianti del nome (Jacopo, Jacobo, Giacomo, Giacopo), sia del cognome (Penzo, Penzi, Penzio, de Pencio).
In più di tre decenni di attività, all'inizio del XVI secolo, stampò numerose edizioni, la più importante delle quali fu di una Geografia di Claudio Tolomeo.

## La tipografia di Pencio
Fu attiva a Venezia nell'arco di almeno trentadue anni, tra il 1495 e il 1527, nei quali furono da Pencio realizzate diverse stampe, tra cui le seguenti.
Tipografo fu, tra il 1528 e il 1534, anche il figlio Girolamo, pur'egli di Lecco.

### Geografiadi Tolomeo
La stampa dell'opera risale al 1511: la sua particolare rilevanza le è conferita dalla provvisione, da parte di Pencio, di carte geografiche incise in legno e tirate in rosso e nero recanti rappresentazioni di parti dell'America Settentrionale e Meridionale, un'operazione fino ad allora senza precedenti.

### Tetragonismus

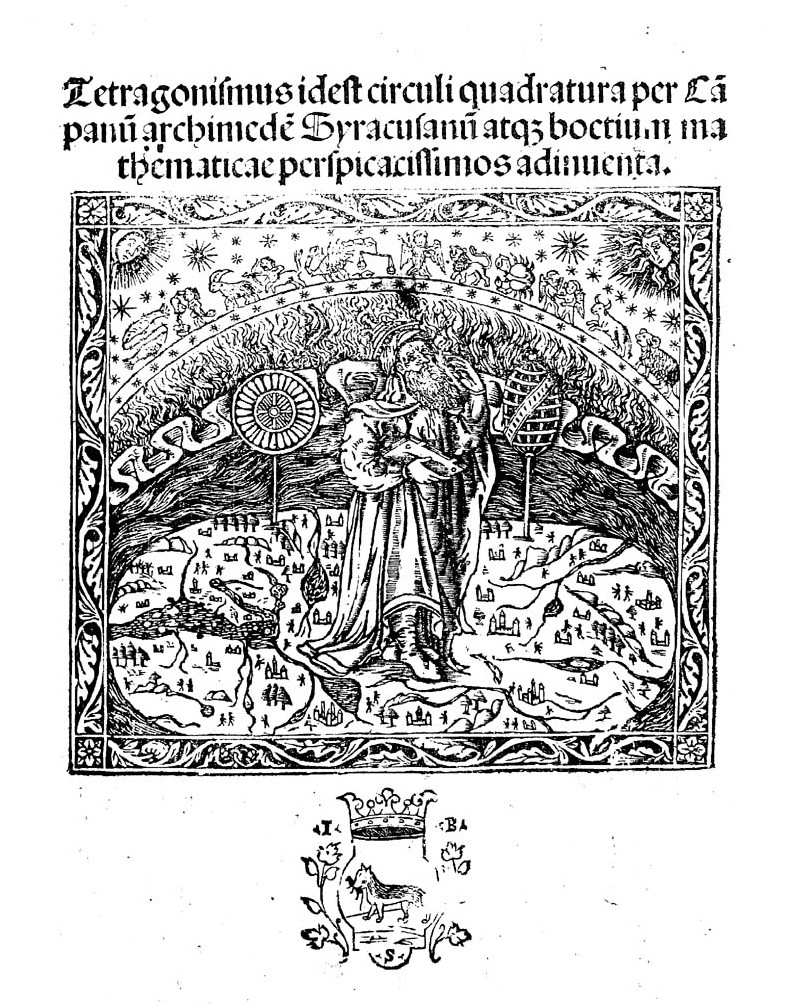
Tetragonismus idest circuli quadratura, 1503

Del 1503 è la stampa di un’opera composita, che racchiudeva più trattati vertenti su temi similari e correntemente denominata dall'incipit: Tetragonismus id est circuli quadratura per Ca(m)panu(m), Archimede(m) Syracusanu(m) atq(ue) boetium mathematicae perspicacissimos adinuenta. 

La stampa è realizzata ad iniziali grandi con decoro floreale o "storicizzata" corrispondenti a 8 righe, iniziali piccole corrispondenti a 5 righe); reca sia il marchio di Giovan Battista Sessa che quello del tipografo Pencio.
Accanto ad Archimede di Siracusa figuravano Campano da Novara e Severino Boezio; l'edizione era stata curata da Luca Gaurico, matematico ed astronomo che aveva prestato la propria esperienza come editore, dapprima a fianco di tipografi veneziani ed in seguito romani, valorizzando le edizioni con sue «prefazioni, note e addizioni».
Un particolare pregio è ad essa conferito dal consistere nella prima edizione latina pubblicata del De Mensura Circuli e del De Quadratura Parabolae di Archimede e, fatta eccezione per gli estratti del Valla del 1501, la prima stampa latina di testi di Archimede.
Per l'edizione, Gaurico, del quale il volume contiene anche una presentazione (epistula), utilizzò la traduzione che nel 1269 il domenicano fiammingo Willem van Moerbeke aveva realizzato di testi greci che trattavano rapporti matematici, riprendendola da un manoscritto italiano attualmente conservato a Madrid (Bibliotheca nacionale 9119).
Gaurico si basa su un «esemplare allestito alla fine del [XV secolo]» (che sarebbe stato lo stesso usato da Tartaglia):
La traduzione di Moerbeke sarebbe stata usata infatti anche nel 1543 per l'edizione pubblicata a Venezia dal matematico bresciano Niccolò Tartaglia (Nicolaus Tartalea): Opera Archimedis Syracusani philosophi et mathematici ingeniosissimi per Nicolaum Tartaleam [...] per il torchio di Venturino Ruffinelli. 
Nel frontespizio del volume Tartaglia si attribuiva la traduzione «del testo emendato» e il ruolo di «restauratore delle immagini che vi si trova[va]no». Tuttavia, dopo il rinvenimento del cosiddetto «Codice C», sarebbe risultata evidente la mera utilizzazione di «una copia della traduzione di Moerbeke».;

### Horologion
Nel 1509 Iacopo Pencio si occupa della elegante stampa dell'Horologion (Ωρολόγιον συν Θεώ, περιέχον τα κάτωθι γεγραμμένα), il Libro delle Ore in greco, recante le preghiere del Tempo ordinario degli uffici canonici e le antifone e le preghiere del giorno, insieme con inni quali l’Ufficio dell'Akathistos).
L'Horologion, il quale di per sé, poiché destinato al crescente numero di Greci residenti a Venezia, fu il primo libro liturgico della Chiesa greco-ortodossa ad essere stampato interamente con caratteri greci, fa parte dell’ultima serie di edizioni a stampa prodotte nella città lagunare da Zaccaria Calliergi (Ζαχαρίας Καλλιέργης: Zacharias Kallierges), cretese di origine, che dirigeva la più illustre tipografia quattrocentesca specializzata in testi greci, rinomata sia per la bellezza dei caratteri sia per l'eleganza degli apparati decorativi e degli arabeschi. Kallierges sarebbe stato costretto a chiudere la seconda tipografia, fondata nel 1508, e a trasferirsi a Roma nel 1511, a causa delle sue limitate risorse finanziarie, riuscendo a pubblicare in quest'ultimo periodo a Venezia solo tre edizioni a stampa: Horologion, Exepsalmata, periechonta ta katō gegrammēna, e la “Esposizione di capitoli ammonitorî” (ἔκϑεσις κεϕαλαίων παραινετικῶς) di Agapito (Αγαπητός), allora diacono di Santa Sofia di Costantinopoli.
La produzione dell'Horologion, stampato nei colori rosso e nero e impreziosito da iniziali e capoversi in stile bizantino riccamente decorate, fu in particolare curata e finanziata da Iacopo Pencio, che incastonò il testo nel carattere greco disegnato e intagliato per la stampa da Kallierges nel 1508.

### Comparatio philosophorum Platonis et Aristotelis
Del 1523 è la stampa del "Raffronto tra i filosofi Aristotele e Platone" (Comparationes phylosophorum Aristotelis et Platonis a Georgio Trapezuntio viro clarissimo, attestata anche nel titolo più breve Comparatio Platonis et Aristotelis a Georgio Trapezuntio), composta nel 1455 da Giorgio di Trebisonda, accreditata alla tipografia di Iacobus Pentius de Leuco.

### PhiloponooPhilocolodi Boccaccio
Del 1527 è la stampa del Filocolo di Giovanni Boccaccio: Il Philopono di messer Giouanni Boccaccio in fino a qui falsamente detto Philocolo diligentemente da Tizzone Gaetano di Pofi riuisto, realizzata da Tizzone Gaetano che, originario di Pofi e spostatosi a Napoli, conclusa la sua attività diplomatica verso il 1523, lavorò come «correttore» a Venezia per conto di alcuni editori quali «Bernardino Vitale prima e Jacobo e Girolamo Pentio da Lecco poi».
Addirittura, per il Filopono Gaetano affermò (nelle sue note inserite nel testo stesso) di aver potuto usare come antigrafo a Venezia «uno ottimo testo et antico tanto che creder si poté esser stato scritto in vita de l’autore».

### Stanzedi Poliziano
Del 1526 è la stampa delle ‘’Stanze’’ di Angelo Poliziano (Le stanze bellissime di messere Angelo Politiano. Da messer Tizzone Gaetano di Pofi diligentemente riuiste), nell’edizione di Tizzone Gaetano, e sui cui esemplari si ritrova la nota informativa apposta dal tipografo per accreditare la propria opera: «Impresse in Vinegia: ne la fucina di me Giacobo da Lecco, ne lanno 1526 et finite hoggi che e il primo di Febraro».